# Triptyque de Cortone
Le Triptyque de Cortone  ou Trittico di Cortona est une peinture à tempera sur bois réalisée par Fra Angelico en 1436-1437, conservée au Musée diocésain, à Cortone.

## Histoire
Le triptyque a été initialement peint pour l'église de San Domenico à Cortone et appartenait à des Dominicains dont faisait partie Fra Angelico. L'œuvre qui a été commandée par le riche marchand ser Giovanni di Tommaso Cechi a été peinte à Fiesole et ensuite expédié à Cortone, probablement juste avant que Fra Angelico peigne le polyptyque de Pérouse en 1437, avec lequel l'œuvre partage beaucoup d'éléments communs.
En 1945, la peinture a fait l'objet d'un transfert sur de nouveaux panneaux en bois. À cette occasion, un dessin a été découvert sous la peinture. Celui-ci était de la main exclusive du maître et réalisé avec une technique particulière avec des traces de terre verte sur la peinture de « la première main » sur laquelle figurent déjà, tracés avec une grande précision des détails minutieux comme les traits du visage, cheveux, paupières, lèvres et narines.

## Thème
La « Vierge à l'Enfant trônant » (Vierge en majesté) du panneau central est accompagnée de figures saintes, grandes sur les panneaux latéraux (1 de chaque côté) ; de scènes de vie de saint Dominique sur les éléments de la prédelle.
En haut dans la cimaise se trouvent deux tondi avec l'Ange annonciateur , la Vierge annoncée, tandis qu'au centre figure la Crucifixion.

## Description
Le triptyque possède une forme traditionnelle, avec une série de compartiments avec la pointe gothique et le fond en d'or.
Panneau central
Le cadre du polyptyque dans sa présentation au musée, est entièrement doré.
La Vierge à l'Enfant trône habillée de bleu et rouge ; elle porte l'enfant debout sur ses genoux ; des anges dans des postures symétriques identiques s'affichent sur le fond doré, deux de chaque côté du trône.
Elle est assise sur un ample trône construit solidement en perspective, sur un gradin devant lequel se trouvent des vases avec des roses blanches, symbole de la pureté de la Vierge, et rouges, annonçant la Passion du Christ. La couverture est soutenue par des petites colonnes torsadées et a la forme d'une niche à coquillages.
Chacune des figures porte une auréole dorée circulaire et rayonnée.
Panneaux latéraux
Les panneaux comportent chacun deux saints:
De gauche à droite : saint Jean apôtre, Jean le Baptiste, saint Matthieu et Marie de Magdala
Le choix des saints est lié au commanditaire (Giovanni), de son fils (Matteo) et de son épouse (Maria Maddalena). 
Le nom des saints est inscrit en lettres majuscules sous leurs figures respectives.
Sous la Vierge est inscrit le texte suivant : « Maria Mater Gratiae, Mater Misericordiae, Tu nos ab oste protege.»
Predelle
La predelle décrit les Scènes de vie da saint Dominique séoarées par des figures de saints dans les niches :
- Pierre de Vérone
- Le rêve d'Innocent III, Rencontre entre saint Dominique et saint François d'Assise et Vision des saints Pierre et Paul
- Michel (archange)
- Résurrection de Napoleone Orsini tombé de cheval et Miracle du livre sauvé des flammes
- Vincent de Saragosse
- Saint Dominique et frères servis par les anges et Mort de saint Dominique
- Saint Thomas d'Aquin

Prédelle du Triptyque de Cortone
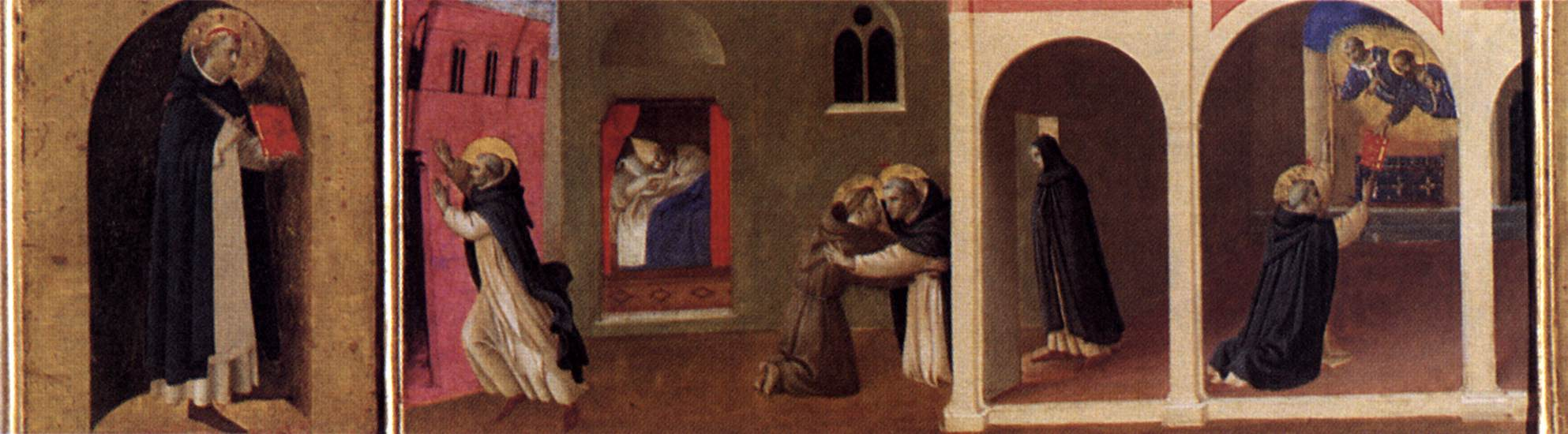
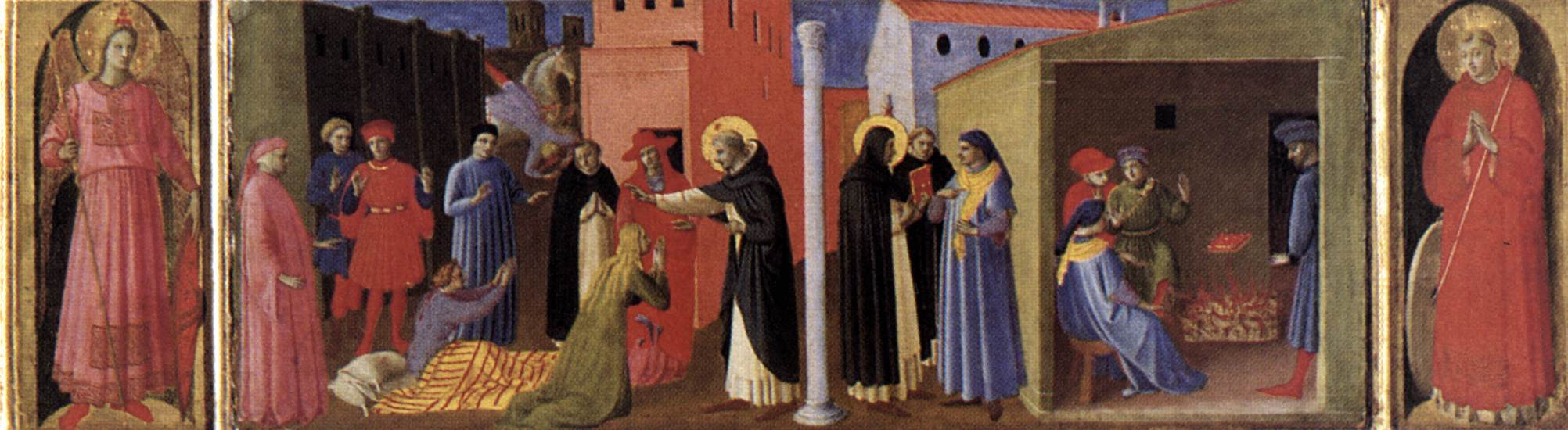
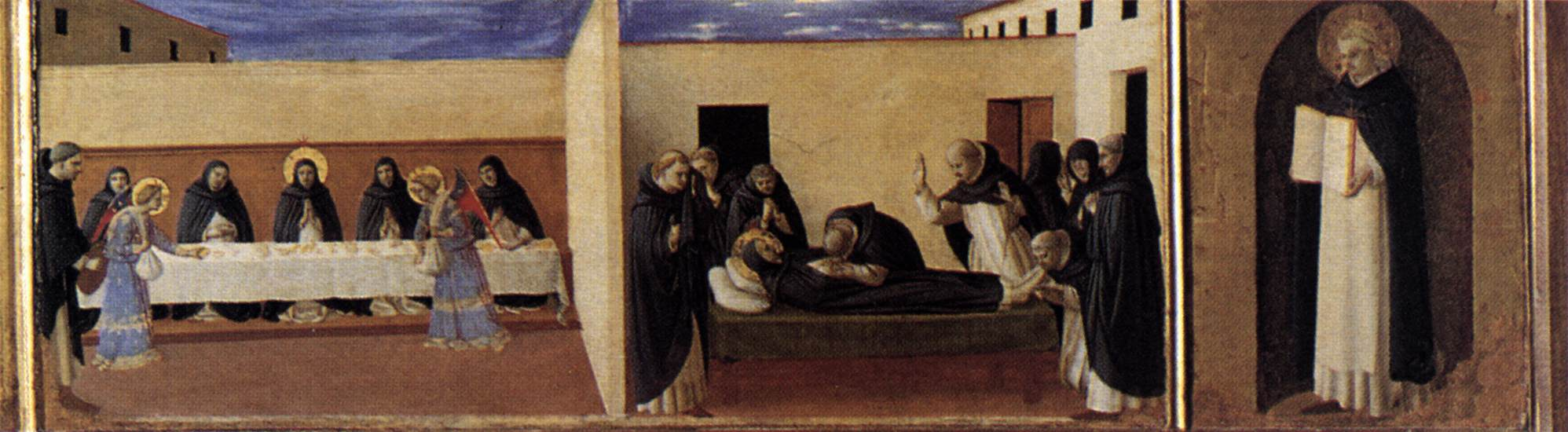

En haut dans la cimaise se trouvent deux tondi avec l'Ange annonciateur et la Vierge annoncée, tandis qu'au centre figure la Crucifixion.

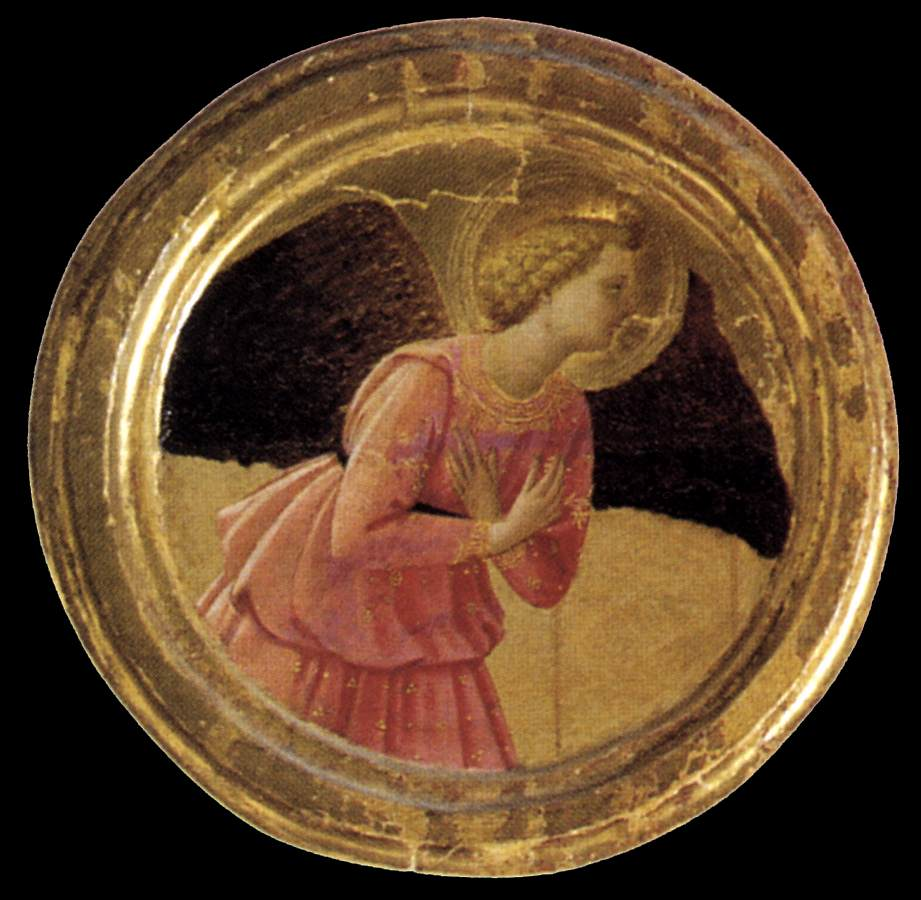
Ange annonciateur
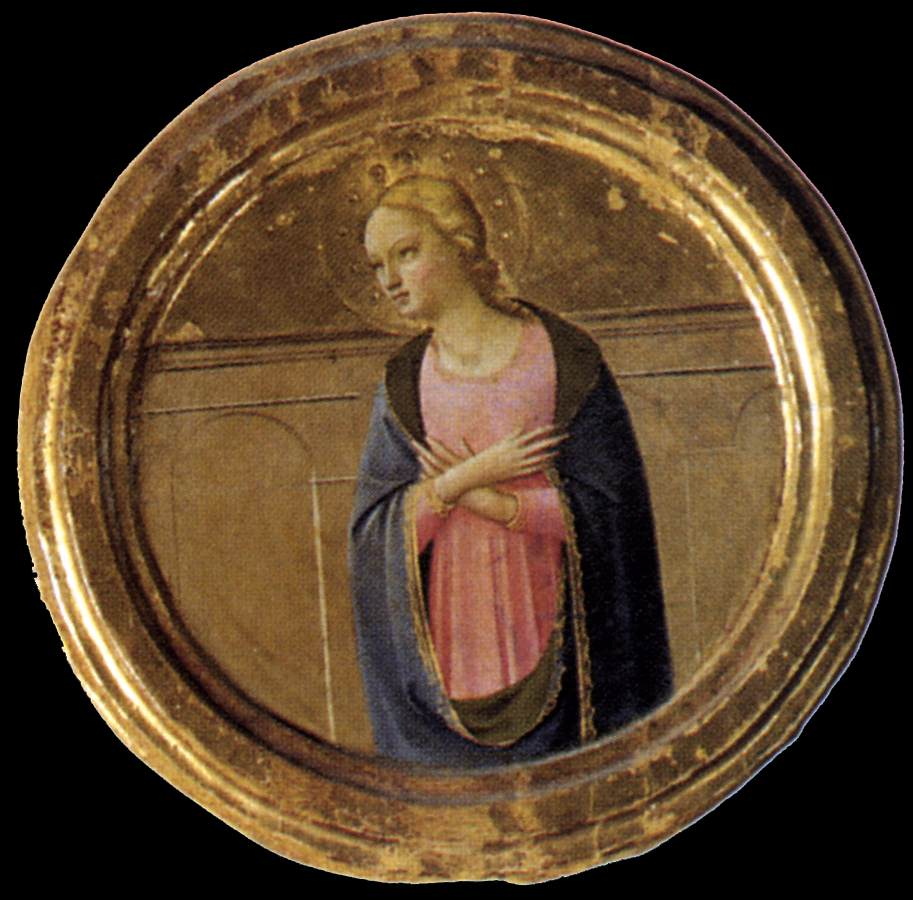
Vierge annoncée
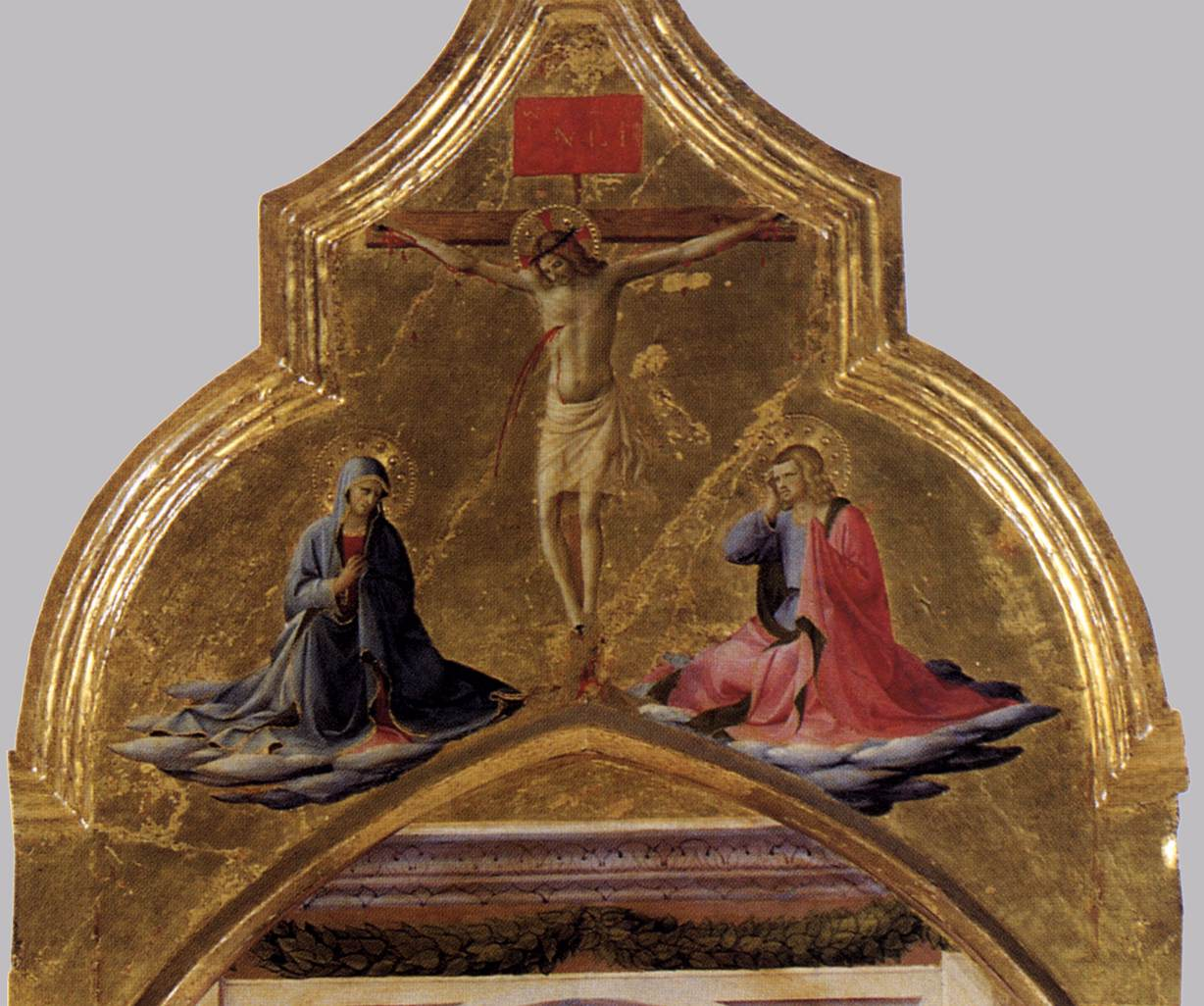
Crucifixion

## Analyse
Le panneau central est entièrement de la main de Fra Angelico et il est similaire à celui du Polittico Guidalotti également de sa main. 